# New-York-City-Marathon 2003
Der New-York-City-Marathon 2003 (offiziell: ING New York City Marathon 2003) war die 34. Ausgabe der jährlich stattfindenden Laufveranstaltung in New York City, Vereinigte Staaten. Der Marathon fand am 5. November 2003 statt.
Bei den Männern gewann Martin Kiptoo Lel in 2:10:30 h und bei den Frauen Margaret Okayo in 2:22:31 h.

## Ergebnisse

### Männer
| Platz | Athlet                 | Land    | Zeit (h) |
| ----- | ---------------------- | ------- | -------- |
| 01    | Martin Kiptoo Lel      | Kenia   | 2:10:30  |
| 02    | Rodgers Rop            | Kenia   | 2:11:11  |
| 03    | Christopher Cheboiboch | Kenia   | 2:11:23  |
| 04    | Elly Rono              | Kenia   | 2:11:31  |
| 05    | Alberico Di Cecco      | Italien | 2:11:40  |
| 06    | Ottavio Andriani       | Italien | 2:13:10  |
| 07    | David Omiti Makori     | Kenia   | 2:13:20  |
| 08    | Laban Kipkemboi        | Kenia   | 2:13:55  |
| 09    | John Kagwe             | Kenia   | 2:14:08  |
| 10    | El Arbi Khattabi       | Marokko | 2:15:10  |

### Frauen
| Platz | Athletin          | Land                   | Zeit (h) |
| ----- | ----------------- | ---------------------- | -------- |
| 01    | Margaret Okayo    | Kenia                  | 2:22:31  |
| 02    | Catherine Ndereba | Kenia                  | 2:23:03  |
| 03    | Lornah Kiplagat   | Kenia                  | 2:23:43  |
| 04    | Ljudmila Petrowa  | Russland               | 2:25:00  |
| 05    | Ljubow Denissowa  | Russland               | 2:25:58  |
| 06    | Joyce Chepchumba  | Kenia                  | 2:26:06  |
| 07    | Susan Chepkemei   | Kenia                  | 2:29:05  |
| 08    | Adriana Fernández | Mexiko                 | 2:32:09  |
| 09    | Olivera Jevtić    | Vereinigtes Königreich | 2:32:29  |
| 10    | Sylvia Mosqueda   | Vereinigte Staaten     | 2:33:10  |